# Staunton on Arrow
Staunton on Arrow – wieś i civil parish w Anglii, w hrabstwie Herefordshire. W 2011 civil parish liczyła 234 mieszkańców. Staunton on Arrow jest wspomniana w Domesday Book (1086) jako Stantune.